# Kenneth Oppel
Kenneth Oppel (ur. 31 sierpnia 1967 w Port Alberni w Kolumbii Brytyjskiej) – pisarz kanadyjski. 
Pierwsza książka Oppela – „Fantastyczna Komputerowa Przygoda Colin’a” (1985), została napisana gdy uczęszczał jeszcze do gimnazjum. Oppel wysłał swoją pracę przyjacielowi rodziny – Roaldowi Dahlowi, który zarekomendował ją swemu agentowi. Później studiował sztukę filmową. Przeprowadził się w tym celu do Anglii, gdzie napisał kilka książek, równocześnie zarabiając na przepisywaniu na komputerze prac dla innych studentów. Oppel pracował w latach 1995-1996 jako redaktor w piśmie handlowym „Quill & Quire”.
Najlepiej znany jako autor trylogii „Silverwing, Sunwing, i Firewing”. Jego najnowsze książki to „Airborn” (2004), jej druga część „Skybreaker” (2005) oraz trzecia „Darkwing” (2007), stanowią prequel do trylogii Silverwing. Fabuła „Darkwing” dotyczy czasów sprzed 65 milionów lat i opowiada o dziejach pierwszego nietoperza Duska, który odkrywa, że dana mu jest moc latania. Jako jedyny w swej kolonii obdarzony taką umiejętnością, zostaje z niej wygnany. Kiedy połowa jego kolonii zostaje zniszczona przez drapieżniki, podejmuje się niebezpiecznej misji odnalezienia dla niej nowego domu. 
Podczas tournée po Kanadzie Kenneth Oppel ogłosił, że ukończył kolejną powieść z serii „Airborn” i „Skybreaker”, która została opublikowana w drugiej połowie 2008 roku. Nosi tytuł „Starclimber” (Gwiezdna wspinaczka) i opowiada o pierwszej podróży statkiem kosmicznym. 

## Twórczość
- „Colin's Fantastic Video Adventure”, 1985
- „Cosimo Cat”, 1990]
- „The Live-Forever Machine”, 1990
- „Dead Water Zone”, 1992
- „Follow the Star”, 1992
- „Cosmic Snapshots”, 1993
- „Galactical Snapshots”, 1993
- „Bat Trilogy”
  - „Silverwing”, 1997
  - „Sunwing”, 1999
  - „Firewing”, 2002
- „Emma's Emu”, 1999
- „Peg and the Whale”, 2000
- „The Devil's Cure”, 2000
- „Airborn”, 2004 
  - ALA Best Books for Young Adults 2005
  - Ehrenliste Michael L. Printz Award 2005
- „Skybreaker”, 2006
- „Starclimber”, 2008